# Paso de los Libres
Paso de los Libres – miasto w Argentynie w prowincji Corrientes.
W 2015 roku miasto liczyło 46,2 tys. mieszkańców.